# La Tournée du percepteur
Pour plus de détails, voir Fiche technique et Distribution.
La Tournée du percepteur est un film muet français réalisé par Georges Denola, sorti en 1911.

## Fiche technique
- Titre : La Tournée du percepteur
- Réalisation : Georges Denola
- Scénario : Pierre Gaillard
- Photographie :
- Montage :
- Société de production : Société cinématographique des auteurs et gens de lettres (S.C.A.G.L.)
- Société de distribution : Pathé frères
- Pays d'origine :  France
- Langue : film muet avec les intertitres en français
- Métrage : 300 mètres
- Format : Noir et blanc — 35 mm — 1,33:1 — Muet
- Genre : Film dramatique
- Durée : 10 minutes
- Dates de sortie : 
  -  France : 14 janvier 1911

## Distribution
- Karlmos : le percepteur
- Gina Barbieri : la grand-mère
- Renée Pré : la pauvresse
- la petite Carina : la fille du percepteur
- Charles Mosnier
- Paul Fromet
- Herman Grégoire
- René Worms
- Maria Fromet
- Robert Valbert
- Marie Dubuisson
- Anatole Bahier
- Gabrielle Chalon
- Marie Valbert
- Arlette Symiane
- Robert Valbert
- Joseph Faivre
- Raymonde Dupré
- Jeanne Delmy
- Herté
- Madame Clairy
- Madame Houillon